# Linnaemya haemorrhoidalis
Linnaemya haemorrhoidalis là một loài ruồi trong họ Tachinidae.